# 宜蘭縣宜蘭市中山國民小學
宜蘭縣宜蘭市中山國民小學，簡稱中山國小，是位於宜蘭縣宜蘭市崇聖街的公立國民小學，前身為宜蘭國語傳習所，創立於1896年8月，為宜蘭縣的百年老校之一。

## 歷史
中山國小前身為宜蘭國語傳習所，設立於1896年（明治29年）8月，校址初設於東門黃挺華宅。1898年（明治31年）5月1日，設立宜蘭國語傳習所羅東分校（今羅東國小）、頭圍分校（今頭城國小）。
1898年（明治31年）10月1日，廢止國語傳習所，於原址改設為宜蘭公學校。1901年（明治34年）4月10日，遷至位於小學校的新校舍（原址今為宜蘭市公所）。	
1903年（明治36年）4月1日，設置東門街孔子廟分教場（原址今為中央市場）。1905年（明治38年）7月1日，分教場遷至西門街文昌宮（今文昌廟）。
1910年（明治43年）4月1日，設立礁溪分校（今礁溪國小，於1916年4月1日獨立設校）。1912年（明治43年）4月1日，設立內員山分校（今員山國小，於1917年4月1日獨立設校）。1914年（大正3年）4月1日，因新建校舍，暫借孔子廟上課。
1915年（大正4年）4月1日，設立四結分校（今四結國小，於1918年4月1日獨立設校）。同年9月1日，遷入位於現址的新校舍上課。1917年（大正6年）4月1日，設立民壯圍庄分校（原為過嶺公學校，後於1920年11月1日恢復獨立設校）。1918年（大正7年）4月1日，設立土圍分校（今古亭國小）、大坡分校（今龍潭國小）、美福分校（今壯圍國小），其中土圍、大坡二分校於1920年4月1日轉為四結公學校的分校。同日設立宜蘭女子公學校（今宜蘭國小），本校女生移轉至該校。1922年（大正11年）4月1日，增設高等科（修業年限兩年），兼收宜蘭、員山、礁溪、壯圍、頭城等街庄六年級畢業生（限收男生）。
1941年（昭和16年）4月1日，全臺公學校、小學校改制為國民學校，本校因避免與原宜蘭尋常高等小學校（今光復國小）同名，故改稱為旭國民學校。
1946年（民國35年）5月1日，改稱為臺北縣宜蘭市中山國民學校。1950年（民國39年）10月10日，因應宜蘭獨立設縣，改稱為宜蘭縣宜蘭市中山國民學校。
1968年（民國57年）8月1日，因應實施九年國民教育，改稱為宜蘭縣宜蘭市中山國民小學。

## 歷任校長
| 年代說明：明治29年（1896）~明治44年（1911） 大正元年（1912）~大正14年（1925） 昭和元年（1926）~昭和20年（1945） |                |                                      |                                     |
| 任 別 | 姓 名          | 到 職                                | 離 職（卸任）                       |
| 日本時期 |                |                                      |                                     |
| 第一任 | 三屋大五郎     | 明治31年（1898）10月1日              | 明治33年（1900）5月17日             |
| 第二任 | 堀井勇三       | 明治33年（1900）5月17日              | 明治34年（1901）12月14日            |
| 第三任 | 小池忠晃       | 明治34年（1901）12月14日             | 明治42年（1909）12月18日            |
| 第四任 | 中田哲夫       | 明治42年（1909）12月18日             | 大正12年（1923）12月10日            |
| 第五任 | 室園武         | 大正12年（1923）（民國12年）12月10日 | 昭和3年（1928）（民國17年）3月31日  |
| 第六任 | 安田友明       | 昭和3年（1928）（民國17年）3月31日   | 昭和6年（1931）（民國20年）10月1日  |
| 第七任 | 久保田金藏     | 昭和6年（1931）（民國20年）10月1日   | 昭和13年（1938）（民國27年）3月26日 |
| 第八任 | 平野正義       | 昭和13年（1938）（民國27年）3月26日  | 昭和15年（1940）（民國29年）9月30日 |
| 第九任 | 杉山健介       | 昭和15年（1940）（民國29年）9月30日  | 昭和20年（1945）（民國34年）11月1日 |
| 戰後 |                |                                      |                                     |
| 第十任 | 黃樹雲         | 民國34年11月1日（1945）              | 民國38年1月31日（1949）             |
| 第十一任 | 林朝木         | 民國38年2月1日（1949）               | 民國41年9月29日（1952）             |
| 第十二任 | 韓火土         | 民國41年9月30日（1952）              | 民國55年10月4日（1966）             |
| 第十三任 | 林其祥         | 民國55年10月5日（1966）              | 民國59年11月30日（1970）            |
| 第十四任 | 程建武         | 民國60年5月18日（1971）              | 民國71年8月1日（1982）              |
| 第十五任 | 陳振坤         | 民國71年8月2日（1982）               | 民國75年8月4日（1986）              |
| 第十六任 | 吳森琳         | 民國75年8月5日（1986）               | 民國82年1月31日（1993）             |
| 第十七任 | 林忠雄         | 民國82年2月1日（1993）               | 民國90年1月31日（2001）             |
| 第十八任 | 林忠雄         | 民國90年2月1日（2001）               | 民國94年1月31日（2005）             |
| 第十八任 | 陳書銘（代理） | 民國94年2月1日（2005）               | 民國94年7月31日（2005）             |
| 第十九任 | 吳志堅         | 民國94年8月1日（2005）               | 民國98年7月31日（2009）             |
| 第二十任 | 陳銘珍         | 民國98年8月1日（2009）               | 民國102年7月31日（2013）            |
| 第二十一任 | 陳銘珍         | 民國102年8月1日（2013）              | 民國106年7月31日（2017）            |
| 第二十二任 | 劉文勝         | 民國106年8月1日（2017）              | 民國110年7月31日（2021）            |
| 第二十三任 | 劉文勝         | 民國110年8月1日（2021）              | 現任校長                            |

## 知名校友
知名校友如下：
- 楊英風  民國28年畢業（高等科第17屆）　藝術家
- 郭雨新  民國11年畢業（小學部第21屆）　民主鬥士
- 蔣渭水　民國前3年畢業（小學部第8屆）　民主鬥士
- 黃樹雲　民國13年畢業（小學部第23屆）　宜蘭市第一任市長　中山國小第10任校長
- 李春男　民國38年畢業（小學部第48屆）　全信製藥負責人
- 陳澄雄　民國42年畢業（小學部第52屆）　台灣作曲家、指揮家。
- 魏弘毅　民國45年畢業（小學部第55屆）　傳承光電股份有限公司副董事長
- 林明昌　民國49年畢業（小學部第59屆）　前國民大會代表
- 羅恭箎　民國50年畢業（小學部第60屆）　內科醫師
- 陳進傳　民國50年畢業（小學部第60屆）　文史工作者
- 李振南　民國50年畢業（小學部第60屆）　校長
- 林宏裕　民國50年畢業（小學部第60屆）　前台北科大教授 陽光電子儀器廠董事長 入圍《富比士》亞洲慈善英雄榜
- 邱文達　民國51年畢業（小學部第61屆）　前行政院衛生署署長
- 劉守成　民國53年畢業（小學部第63屆）　前宜蘭縣長
- 林毅夫　民國54年畢業（小學部第64屆）　前世界銀行副總裁
- 周　道　民國55年畢業（小學部第65屆）　前交通部公路總局第四區養護工程處（頭城工務段段長）
- 陳重宏　民國58年畢業（小學部第68屆）　牙科醫師
- 方　稔　民國59年畢業（小學部第69屆）　眼科醫師
- 黃定和　民國59年畢業（小學部第69屆）　前宜蘭市長
- 呂健吉　民國61年畢業（小學部第71屆）　前宜蘭縣政府教育處處長
- 陳元昌　民國62年畢業（小學部第72屆）　安全銀樓負責人
- 唐永森　民國64年畢業（小學部第74屆）　校長
- 郭力升　民國66年畢業（小學部第76屆）　前陸軍第8軍團少將副指揮官
- 裘志信　民國66年畢業（小學部第76屆）　婦產科醫師
- 林飛身　民國66年畢業（小學部第76屆）　前宜蘭縣宜蘭市民代表會宜蘭市民代表會副主席
- 王　珩　民國67年畢業（小學部第77屆）　前蘭陽技術學院研發中心主任
- 楊嘉欽　民國67年畢業（小學部第77屆）　前宜蘭縣政府教育處體健科科長
- 周俊三　民國69年畢業（小學部第79屆）　前籃球國手及國家代表隊教練
- 李翼安  民國79年畢業（小學部第89屆）　國立中興大學教授

## 外部連結
- 宜蘭縣立中山國小官網 （页面存档备份，存于）